# Греческое православие

Печать Константинопольского Патриархата

Гре́ческое правосла́вие (греч. Ελληνορθόδοξη Εκκλησία) — обобщающее название ряда поместных православных церквей, имеющих общие культурно-литургические традиции: богослужение в которых обычно совершается на греческом диалекте койне — языке Септуагинты и оригинала многих книг Нового Завета (есть мнение, что и всех книг Нового Завета).

## Церкви

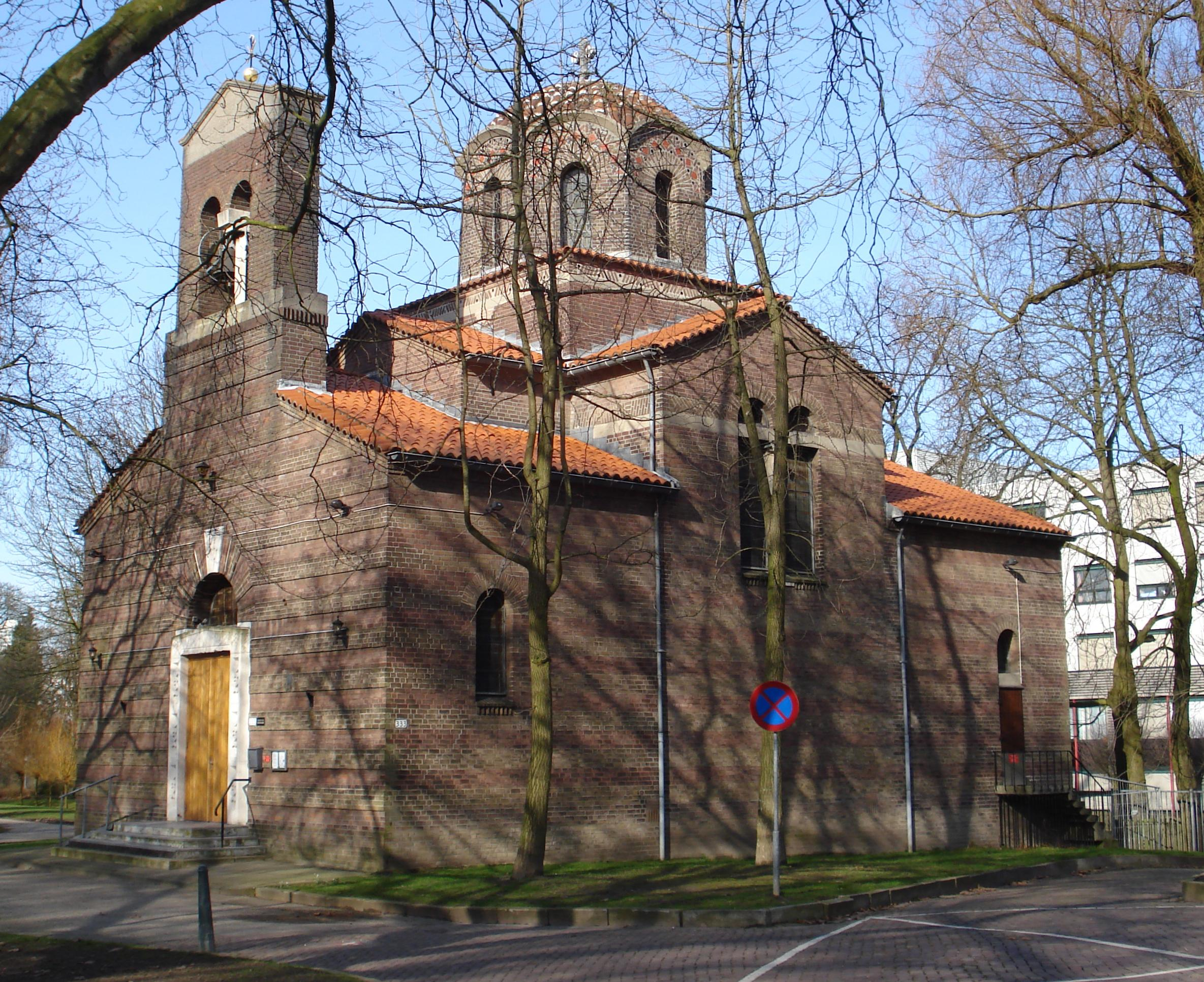
Греческая православная церковь в Роттердаме

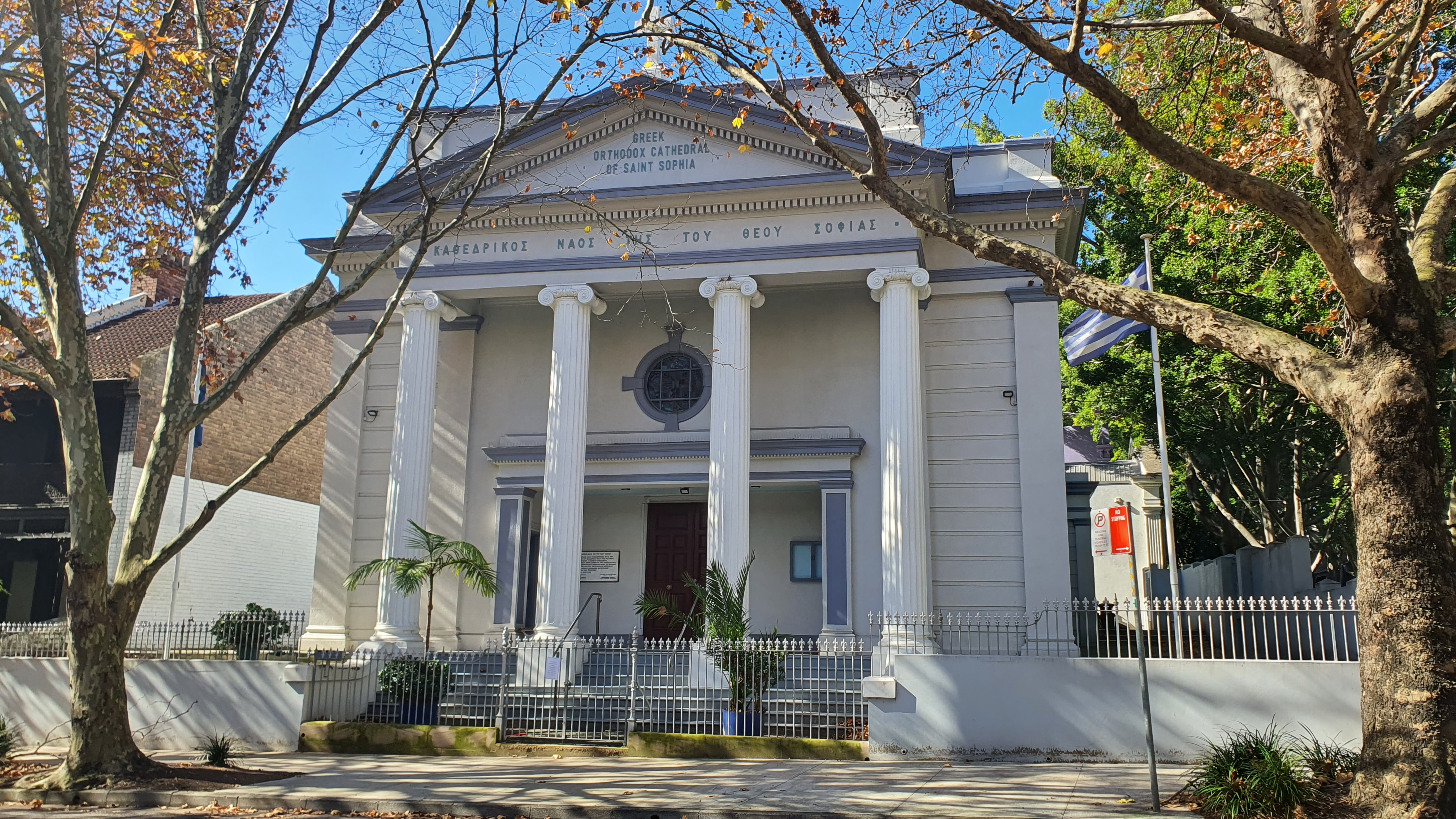
Церковь Святой Софии, Сидней, Австралия

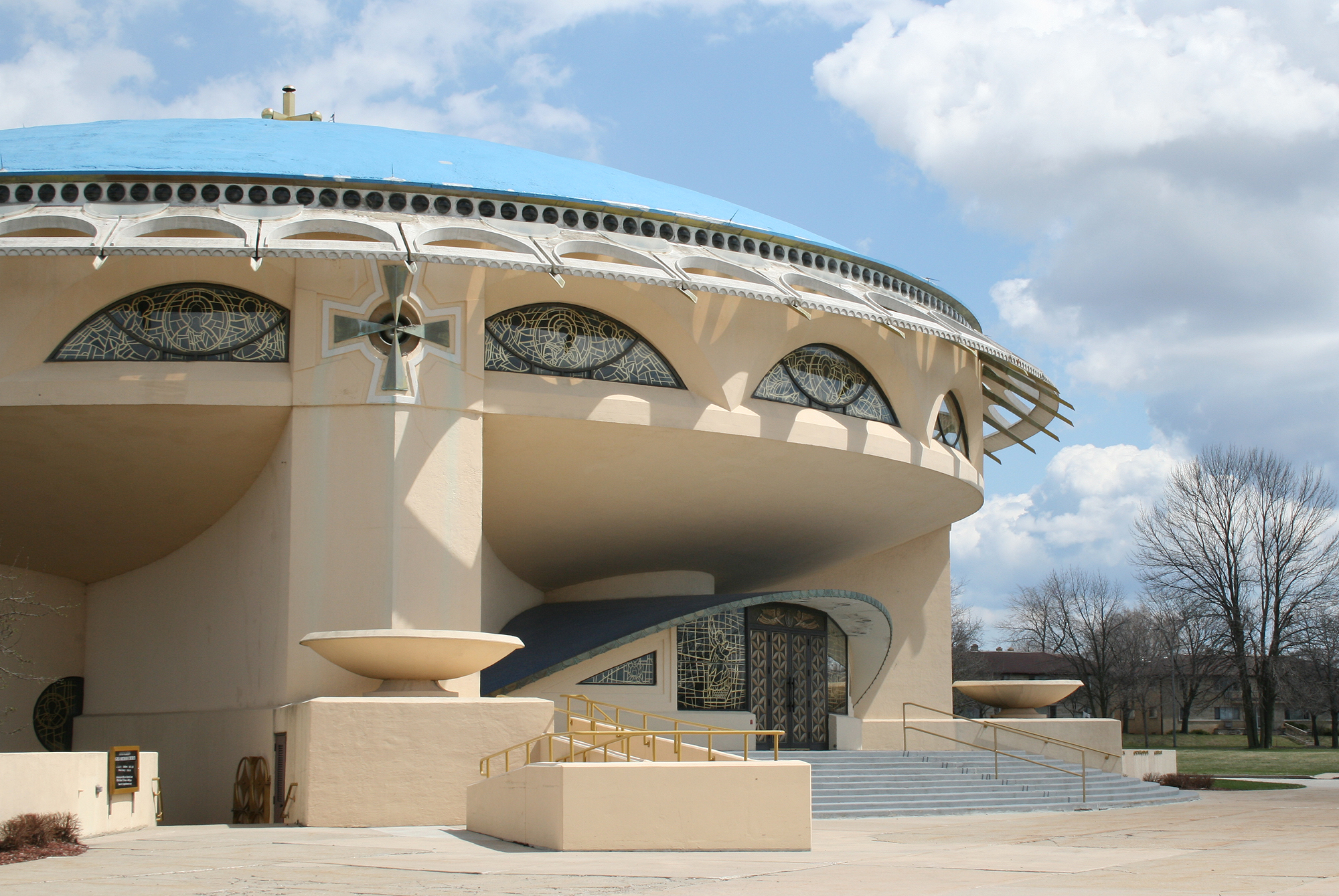
Церковь Благовещения в Вауватосе (штат Висконсин), построенная по проекту Фрэнка Ллойда Райта

Церкви, к которым применим термин «греческое православие» в узком смысле:
- четыре Патриархата древней пентархии:
  - Константинопольский патриархат, включая многочисленные структуры среди греческой диаспоры на всех обитаемых континентах кроме Африки, наиболее значительная из которых — Греческая православная архиепископия Америки
  - Александрийский патриархат
  - Антиохийский патриархат (исторически, а также по официальному полному названию)
  - Иерусалимский патриархат
- Три национальные автокефальные церкви:
  - Элладская православная церковь
  - Кипрская православная церковь
  - Албанская православная церковь[7][8][9][10]
- Греческие старостильные церкви — ряд объединений греческой традиции, образовавшихся после того, как ряд клириков и мирян греческих поместных церквей не приняли новый календарный стиль, создав собственные юрисдикции. В дальнейшем многократно дробились.

## История термина
Исторически термин «греческое православие» используется также для описания всех православных церквей, поскольку прилагательное «греческий» в «греческом православии» можно отнести к греческому наследию Византийской империи. В течение восьми веков христианской истории большинство крупных интеллектуальных, культурных и социальных событий христианской церкви состоялись в рамках империи или в сфере её влияния, поэтому большая часть литургии, традиций и практики Константинопольской церкви была принята всеми народами, что обеспечило основные закономерности современного православия. Тем не менее, от апелляции к «греческому» отказались славянские и другие национальные православные церкви уже с X века нашей эры в связи с решением первого по чести из предстоятелей единой православной церкви того времени римского папы Адриана II о равноправии в кафолической церкви латыни, древнееврейского, койне и славянского языков и национальным пробуждением своих народов. Румынская церковь до середины XIX века использовала славянский язык, но грузинская — древнегрузинский, армяне-халкидониты — древнеармянский грабар, хотя древнегрузинский и древнеармянский к латыни, койне, древнееврейскому, церковнославянскому во всей Православной церкви приравнены не были.